# Carl Schenkel
Carl Schenkel (Berna, Suïssa, 8 de maig de 1948 - Los Angeles, Califòrnia, 1 de desembre del 2003) va ser un director de cinema i guionista suís.

## Bíografia
Carl Schenkel va néixer el 8 de maig de 1948 a Berna, Suïssa. Va emigrar a Frankfurt, Alemanya i va treballar com a reporter mentre que estudiava sociologia. A mitjan 1970 ell va entrar en la indústria cinematogràfica com a ajudant guionista i com a ajudant de director. Va començar la seva carrera com a director en 1979 amb la pel·lícula Graf Dracula (beisst jetzt) in Oberbayern. Més tard es va tornar tan celebri com director que va poder emigrar a Los Angeles, Califòrnia, Estats Units i fer produccions cinematogràfiques en Hollywood. Es va retirar en el 2001 després d'haver fet allí la pel·lícula Mord im Orient-Express.
Va rebre 7 Premis i 4 Nominacions durant la seva carrera i va morir a la seva casa a Los Angeles per insuficiència cardíaca als 55 anys.

## Pel·lícules conegudes
Ell va tenir el seu primer gran èxit en 1984 amb la pel·lícula Abwärts (Buit), amb Götz George, Wolfgang Kieling i Renée Soutendijk en els papers principals, el jove Hannes Jaenicke es va fer famós a través de la pel·lícula. Amb el rodatge de Zwei Frauen va aconseguir en 1989, un èxit respectable entre els crítics. Amb George Peppard i Rip Torn, també hi havia actors de Hollywood en papers secundaris. La seva pel·lícula més reeixida va ser Escac a l'assassí (1992) amb Christopher Lambert, Diane Lane i Tom Skerritt. A Alemanya, la pel·lícula va ser vista per dos milions d'espectadors, mentre que va ser un fracàs als Estats Units.

## Filmografia
- Graf Dracula beißt jetzt in Oberbayern (1979) (com Carlo Ombra)
- Kalt wie Eis (1981)
- Buit (1984)
- Bay Coven (1987) (Telefilm)
- El poderós Quinn (1989)
- Zwei Frauen (1989)
- The Edge (1989) (Telefilm)
- Silhouette (1990) (Telefilm)
- Escac a l'assassí (1992)
- Beyond Betrayal (1992) (Telefilm)
- The Surgeon (1995)
- Exquisida tendresa (1995)
- In the Lake of the Woods (1996) (Telefilm)
- Kalte Küsse (1997) (Telefilm)
- Tarzan and the Lost City (1998)
- Missing Pieces (2000)
- Hostile Takeover (2001)
- Mord im Orient-Express (2001) (Telefilm)

## Premis
- Premi a la millor direcció al XVII Festival Internacional de Cinema Fantàstic de Sitges per Abwarts.[3]